# Lista över romersk-katolska biskopar i Sverige
Detta är en lista över romersk-katolska biskopar i Sverige efter reformationen. För katolska biskopar i Sverige före reformationen, se de respektive stiften i Lista över svenska biskopar.

## Romersk-katolska biskopar verksamma i Sverige före den nutida stiftsbildningen
- 1783–1790: Nicolaus Oster
- 1790–1795: Rafael d'Ossery
- 1795–1804: Paolo Moretti
- 1805–1833: Jean Baptiste Gridaine
- 1833–1873: Jacob Laurentius Studach
- 1874–1886: Johan Georg Huber
- 1886–1922: Albert Bitter
- 1923–1957: Johannes Evangelista Erik Müller

## Biskopar iStockholms katolska stift
Stockholms katolska stift upprättades 1953.
- 1953–1957: Johannes Evangelista Erik Müller
- 1957–1962: Ansgar Nelson
- 1962–1976: John Taylor
- 1978–1998: Hubertus Brandenburg
- 1987–2006: William Kenney (hjälpbiskop)
- 1998–: Anders Arborelius, kardinal den 28 juni 2017

## Källa
- Stockholms katolska stift